# Barwell
Barwell is een civil parish in het bestuurlijke gebied Hinckley and Bosworth, in het Engelse graafschap Leicestershire.